# Radiation
Radiation – dziesiąty album studyjny Marillion.
Jest to dziesiąty album Marillion, liczbę 10 można zobaczyć na okładce (w literach io).

## Skład zespołu
- Steve Hogarth – śpiew
- Steve Rothery – gitara
- Pete Trewavas – gitara basowa
- Mark Kelly – keyboard
- Ian Mosley – perkusja
- Jo Rothery – chórki w "Three Minute Boy"
- Viki Price – chórki w "Three Minute Boy"

## Lista utworów
1. "Costa Del Slough" – 1:24
2. "Under The Sun" – 4:13
3. "The Answering Machine" – 3:48
4. "Three Minute Boy" – 5:59
5. "Now She'll Never Know" – 4:59
6. "These Chains" – 4:49
7. "Born To Run" – 5:12
8. "Cathedral Wall" – 7:19
9. "A Few Words For The Dead" – 10:31

## Single
- "These Chains"